# Botryias fructiger
Botryias fructiger là một loài chân đều trong họ Sphaeromatidae. Loài này được Richardson miêu tả khoa học năm 1910.